# 谷川祐基
谷川祐基（たにかわ ゆうき、1980年 - ）は日本の実業家。企業コンサルティングや教育関連を手がけるほか、マリンスポーツ・インストラクターでもある。愛知県名古屋市出身。

## 経歴
- 1999年、愛知県立旭丘高等学校卒業。東京大学理科I類に入学。
- 2002年、東京大学農学部緑地環境学専修卒業。JTBパブリッシングに入社。
- 2007年、退職。オンライン株式スクールの「株の学校ドットコム」の校長に就任、運営に携わる。
- 2013年、株式会社日本教育政策研究所を設立、代表取締役となる。
- 2018年、株式会社CCCメディアハウスより、著書『賢者の勉強技術 短時間で成果を上げる「楽しく学ぶ子」の育て方』を上梓。

## 人物
母親は小学校の教師、叔母は中学教師、叔父は高校教師という教育者一家に生まれる。この他にも、幼稚園教師の叔母と小学校教師の叔父を持つ。このような「教師だらけの家庭」に生まれ育ったことが、学習や教育に対する姿勢の根底にある、と話す。
小学校から中学校まで、学年トップの成績をキープする。
一度も塾に通うことなく、愛知県の公立高校としては最難関と言われる県立旭丘高校に合格。高校時代も塾には行かず、高校3年生の秋から受験勉強を始めて、東京大学理科I類に現役合格を果たす。
趣味はウィンドサーフィン。インストラクターとしても活動。
9歳の誕生日のプレゼントにクリスチャン・ラッセンのジグソーパズルを買ってもらったことがある。

## 著書
- 『賢者の勉強技術 短時間で成果を上げる「楽しく学ぶ子」の育て方』（CCCメディアハウス、2018年）ISBN 978-4-484-18211-7
- 『賢さをつくる 頭はよくなる。よくなりたければ。』（CCCメディアハウス、2020年）